# 1998 FO68
1998 FO68 är en asteroid i huvudbältet som upptäcktes den 20 mars 1998 av LINEAR i Socorro County, New Mexico.
Den tillhör asteroidgruppen Nysa.